# Генрих фон Буз
Генрих Буз, рыцарь Буз с 1907 (17 сентября 1833, Айхштетт — 8 января 1918, Аугсбурге) — немецкий инженер и промышленник .

## Биография
Сын Карла Буза посещал королевское окружное торговое училище в Аугсбурге (политехническое училище), а затем учился с 1851 по 1853 год в Политехническом институте Карлсруэ, среди прочих, у Фердинанда Редтенбахера, основателя научного машиностроения.
Первая инженерная работа Буза привела его, среди прочего, в Эльзас и Лондон . В 1857 году он присоединился к C. Reichenbach’sche Maschinenfabrik, которой руководили его отец и Карл Август Райхенбах, в качестве дизайнера и технического корреспондента. В 1864 году он стал там директором, до 1913 года Буз был генеральным директором слияния 1898 года с чугунолитейным заводом Klett & Comp. машиностроительный завод Аугсбург-Нюрнберг (MAN). Затем он перешел в наблюдательный совет компании.
Он был соучредителем железнодорожной линии Augsburger Localbahn, членом правления которого он был в течение 29 лет, и электроэнергетического завода в Лехе, а также членом многочисленных наблюдательных советов, а также был ведущим членом Аугсбургского промышленного предприятия. Ассоциация. Он также был членом Ассоциации немецких инженеров (VDI) и Аугсбургской окружной ассоциации VDI. До её основания он входил в состав Баварской окружной ассоциации VDI.
Генрих Буз носил почетное звание коммерческого советника, позже тайного коммерческого советника. В 1907 году принц-регент Луитпольд наградил его Рыцарским крестом ордена « За заслуги перед Баварской короной». Это было связано с возведением в личное дворянство, и после внесения в дворянский реестр ему было разрешено называть себя «рыцарем фон Буз». В 1913 году Буз также получил орден «За заслуги» Святого Михаила II степени.
За время его управления были использованы многочисленные новые технические разработки, такие как промышленное производство первой ротационной печатной машины, холодильной машины Linde и дизельного двигателя .